# 宽萼翠雀花
宽萼翠雀花（学名：Delphinium pseudopulcherrimum），为毛茛科翠雀属下的一个植物种。